# Архіпресвітер
Архіпресві́тер (грец. ἀρχιπρεσβύτερος, лат. archipresbyter) — старший пресвітер (священнослужитель) в християнській церковній ієрархії. Після собору в Турі 576 архіпресвітером стали називати також настоятеля сільської хрестильної церкви. Від ІХ століття архіпресвітерів називають деканами (благочинні). Вони призначали і контролювали місцеве духовенство, скликали єпархіальні собори, провадили візитації, надсилали скарги єпископові або архідияконові, мали деякі судові повноваження. Від XIV століття архіпресвітер кафедрального собору — помічник єпископа під час відправи, а за відсутності єпископа сам очолює богослужіння. Нині в католицизмі архіпресвітер — синонім декана чи окружного вікарія, у православ'ї — благочинний.